# 冨田明宏
冨田 明宏（とみた あきひろ、1980年9月5日 - ）は、日本の音楽評論家、ラジオ・パーソナリティー、音楽プロデューサー。
血液型はA型。千葉県出身。
アニメソング評論、アーティスト・プロデュース、アニメ主題歌のプロデュース等で知られている。
株式会社アリア・エンターテインメント、株式会社S所属。

## 経歴
ロンドン留学を経て、タワーレコードに入社し洋楽ロック担当のバイヤーに就任。数年の勤務を経て、フリーランスの音楽ライター/アニメ音楽評論家となる。バイヤー時代から音楽ライターとして活動していた。
その後、NHKラジオ第一、文化放送、ニッポン放送などでパーソナリティーとしても活躍。
2022年にはラジオ番組のレギュラーが5番組に及ぶ。
現在は黒崎真音、ClariS、内田真礼、飯田里穂ほかを手掛ける音楽プロデューサーとしても活動。
2021年に設立メンバーとして参加した株式会社一二三を退社。
2022年4月1日にアリア・エンターテインメントにゼネラル・マネージャーとして入社。文化人としてグループ会社である株式会社Sに所属することが発表された。

## 人物
執筆誌は、『ミュージック・マガジン』『ユリイカ』『クッキーシーン』『bounce』『CDジャーナル』『BARKS』『CONTINUE』『リスアニ!』『クイックジャパン』など多数あり、それ以外にもさまざまな媒体に連載を持つ。
音楽的な専門は幅広くさまざまな媒体に執筆しているが、一貫してロック(UK/US/日本のインディー・ロック)についての原稿が多い。近年はアニソン評論で知られているが、洋楽のアーティストのライナーノーツも多く執筆している。
テクノ、エレクトロニカ、音響系、パンク/ハードコア、同人音楽、アニソンなどの評論が多い。
また、日本初のアニソン専門雑誌『アニソンマガジン』や『リスアニ!』企画立案者としても有名。
菅野よう子や梶浦由記、上松範康、鷺巣詩郎、澤野弘之といったアニメ音楽を中心に活動する音楽家へのインタビューや評論を多数執筆。特に菅野よう子に関する評論を数多くの媒体で執筆している。
パーソナリティーを務めた『渋谷アニメランド』では、May'n、茅原実里、畑亜貴、戸松遥、豊崎愛生、高垣彩陽、花澤香菜、田村ゆかり、麻枝准、後藤邑子、平野綾、梶浦由記、小倉唯、石原夏織、竹達彩奈らをゲストに招いた。
2022年現在はアーティスト・プロデュース、イベントのプロデュース、ラジオ・パーソナリティー、テレビ出演、大学での講義など、執筆以外での活動も活発である。
2018年12月3日に結婚したことを発表。

## プロデュース
女性シンガー黒崎真音を発掘し、メジャーデビュー以降もプロデューサーとして音楽制作に携わっている。彼女のイベントに司会として登場することも多い。
『リスアニ!』から誕生した女子中学生ユニットClariSを発掘し、デビューに導いたのも冨田である。
2014年2月に声優・内田真礼、2018年6月には声優・飯田里穂の音楽プロデュースを担当することが発表された。

## ラジオ
- 渋谷アニメランド（NHKラジオ第1）隔週で司会。主に声優や歌手へのインタビューが多い
- 冨田明宏のアニソンに恋してる（NHKデジタルラジオ）
- 荒川強啓 デイ・キャッチ!（TBSラジオ）
- チバスタ（NHK FM千葉放送局）
- 上坂すみれの乙女＊ムジカ （放送作家としての参加）
- 冨田明宏のちあB！（MBSラジオ、2019年12月28日 - 2020年9月28日毎週日曜深夜）
- LIVE DAM Ai presents ANISON INSTITUTE 神ラボ！（文化放送、2019年10月4日 - ）
- 花ラジちば（NHK FM千葉放送局、2020年4月 - ）
- SCK〜サブカルキングダム〜（ZIP-FM、コーナーレギュラー）
- NEXT-RAD 超発掘!尖ったキッズたち（ニッポン放送、2020年10月 - ）
- アフター6ジャンクション　(TBSラジオ) 不定期出演
- アニメ・ステラー（NHKラジオ第1→NHK-FM、2022年4月 - ）

## テレビ
- リスアニ!TV
- Rの法則「秋のアニソン祭り 第2回」2012年9月11日、NHK Eテレ）
- めざましテレビ 「Buzz王」コーナー（2013年10月11日、フジテレビ） ※宮野真守へのコメント・インタビュアー
- MAMORU MIYANO LIVE TOUR 2014〜WAKENING!〜（2014年7月13日、フジテレビNEXT） ※インタビュアー
- 関ジャム 完全燃SHOW（テレビ朝日）
  - 2015年11月22日「カリスマ声優 水樹奈々って何がスゴイ?」
  - 2017年5月7日「苦手なあなたも聴けばハマる!アニソンの世界」
  - 2019年2月17日「詳しくなくても楽しめる!アニソン特集!」
  - 2022年10月16日「詳しくなくても大丈夫!およそ3年振りのアニソン特集!」
  - 2024年5月26日「進化が止まらない!!最新アニソン特集」
- マツコの知らない世界（TBS） 
  - 2016年2月23日「卒業ソングの世界」
  - 2016年12月13日「クリスマスソングの世界」
  - 2017年7月4日「アニソンの世界」
  - 2025年1月3日「カバーソング＆歌ってみたの世界」（Adoと共同プレゼンター）
- 2021vs1995〜2000 アニソンバトルBEST20（2021年3月25日 テレビ朝日）※VTR楽曲解説者
- 世界一受けたい授業（日本テレビ）2023年4月8日

## インターネット番組
- KOTOKO「Light My Fire」リリース記念イベント（2011年11月30日、ニコニコ生放送）
- 川田まみ「serment」リリース記念イベント（2012年2月1日、ニコニコ生放送）
- ニコニコ アニメ・アニソン研究会（2012年2月10日、ニコニコ生放送）
- 茅原実里『茅原実里のNICONICO-Formation　in ニコニコ生放送』トークパート（2012年5月9日、ニコニコ生放送）
- 「アニジェネpresents ビストロ・アニジェネ ゲスト中島愛」コメンテーター（2012年7月31日、ニコニコ生放送）
- 「劇場版　魔法少女まどか☆マギカ」公開記念「Kalafinaスタジオライブ&公開インタビュー」司会（2012年10月13日、ニコニコ生放送）
- 「「ソードアート・オンライン」主題歌リリース記念 藍井エイル&春奈るなスタジオライブ&公開インタビュー」司会（2012年11月17日、ニコニコ生放送）
- 藍井エイル「『コバルト・スカイ』発売記念 出陣式」司会（2013年5月17日、ニコニコ生放送）
- 茅原実里「Minori Chihara Birthday Live 2012」BD&DVD徹底研究!/司会（2013年6月25日、ニコニコ生放送）
- 春奈るな「1st ALBUM「OVERSKY」発売記念 スタジオライブ&トーク」司会（2013年8月20日、ニコニコ生放送）
- リスアニ!STUDIO（2014年8月8日、ニコニコ生放送）
- リスアニ!RADIO（2021年12月28日 - 、Spotifyポッドキャスト）

## 講義
獨協大学で『全学総合講座「メディア社会とロック」』Vol.3テーマ「世界を飲み込むアニメ」という講義を2010年10月から毎年サエキけんぞうとともに行っている。

## 著書
- 三才ムック VOL.167「同人音楽を聴こう!」（三才ブックス） ISBN 4861991005